# Бетовен 4
„Бетовен 4“ (на английски: Beethoven's 4th) е третото продължение на филма от 1992 Бетовен. Историята наподобява тази на книгата Принцът и просякът на Марк Твен.

## Сюжет
В четвъртата част на комедията стопаните на Бетовен – Ричард (Джъдж Рейнхолд) и Бет (Джулия Суини), трябва да се справят със сложен случай на объркана кучешка самоличност. Неочаквано за всички любимецът на семейството Бетовен започва да се държи подозрително кротко. Но това се оказва само привидно.
Незабелязано от околните той продължава да дъвче вестника на Ричард и да преобръща наопаки гардероба на Бет. Първи се усещат децата и решават скришом да пратят Бетовен на дресьор. Когато го прибират обаче, погрешно вземат друго куче - Микеланджело, поразително приличащо на него с едно изключение - много кротко. А Бетовен се оказва в богато семейство, където живее двойникът му и има строги обществени правила...

## В България
В България филмът е излъчен през 2012 г. по Нова Телевизия с български войсоувър дублаж на Nova Broadcasting Group. Екипът се състои от:
| Озвучаващи артисти  | Ани Василева Христина Ибришимова Нина Гавазова Силви Стоицов Николай Николов Стефан Сърчаджиев – Съра |
| Преводач            | Кристин Балчева                                                                                       |
| Тонрежисьор         | Стефан Дучев                                                                                          |
| Режисьор на дублажа | Димитър Кръстев                                                                                       |

Филмът е излъчен на 9 май 2007 г. по Би Ти Ви с български войсоувър дублаж. Екипът се състои от:
| Озвучаващи артисти  | Симеон Владов Стефан Сърчаджиев – Съра Владимир Колев Силвия Лулчева Петя Миладинова |
| Тонрежисьор         | Кристин Балчева                                                                      |
| Режисьор на дублажа | Албена Павлова                                                                       |